# Inundaciones de Japón de 2018
Las inundaciones de Japón de 2018 fueron un desastre natural que afectó a Japón a principios de julio de 2018 como consecuencia de las lluvias torrenciales que afectaron la parte occidental del país (Shikoku y las regiones de Chugoku, Kansai y Chubu en Honshu).

## Impacto

Diez-día rainfall resumen del acontecimiento de 28 junio a 8 julio (en japonés).

El 28 de junio de 2018, un estacional Meiyu el frente que extiende del oeste de un no-tropical bajo cercano Hokkaido devenía estacionario encima de Japón. Rondas múltiples de lluvia pesada ocurrida en los días subsiguientes, principalmente en el norte Kyushu. El 3 de julio Tifón Prapiroon trajo vientos y lluvias pesadas al sudoeste de Japón. El surge de moisture trajo al norte por el tifón interaccionado con y precipitación realzada a lo largo del frente en Kyushu, Shikoku, y occidental y central Honshu. La gran cantidad de lluvia se extendió tan lejos al oeste como Okinawa Prefectura. Grandes partes de estas áreas vieron 10 días de lluvia acumulada 400 milímetros (15,7 plg) sobrantes de  mm (16 en). Las inundaciones empezaron el 5 de julio, principalmente en Kansai región que ya estaba golpeada por el terremoto mortífero , ocurrido tres semanas previas. Acumulaciones peaked en 1,852.5 mm (72.93 en) en Shikoku.
Las áreas múltiples vieron su más grande caída de lluvia en horas. Algunas áreas fueron alcanzadas por más de 1,000 mm (39 en) de lluvia, incitando el Japón Agencia Meteorológica (JMA) para emitir avisos de emergencia de lluvia pesada[nota 1] para ocho prefecturas: Okayama, Hiroshima, Tottori, Fukuoka, Saga, Nagasaki, Hyogo y Kyoto. Esto ha marcado el más grande aviso de estos avisos desde su implementación. Un oficial en el JMA describió el acontecimiento como "lluvia pesada en un nivel que nunca hemos experimentado".
La lluvia torrencial provocó derrumbes e centellear inundacio es, con el agua nivela lograr 5 metros (16,4 pies) m (16 ) en las áreas más afectadas. Motoyama, Kōchi, vio 584 milímetros (23,0 plg) mm (23.0 ) de lluvia entre el 6 y 7 julio. Una ciudad en Kōchi midió 263 milímetros (10,4 plg) mm (10.4 en) de lluvia dos horas. Monte Ontake observó su más grande tres-día rainfall oficialm655,5 milímetros (25,8 plg)te en  mm (25.81 en). A pesar de que el río Yura ha quedado dentro de sus bancos en el norte de la Prefectura de Kyoto, un embankment construído después del paso del tifón Tokage en 2004, impidió la afluencia hacia el río. Esto fue inadvertidamente dirigido a inundar en Maizuru después de la puerta de inundación estuvo cerrada.
Cuando la lluvia menoscabó encima julio 9, las preocupaciones estuvieron levantadas sobre las temperaturas altas con el altos logrando 30 °C (86 °F), combinado con unas 11,200 casas sin electricidad, preocupaciones sobre heatstroke e inseguridad por gente bebiendo agua contaminada.

### Víctimas

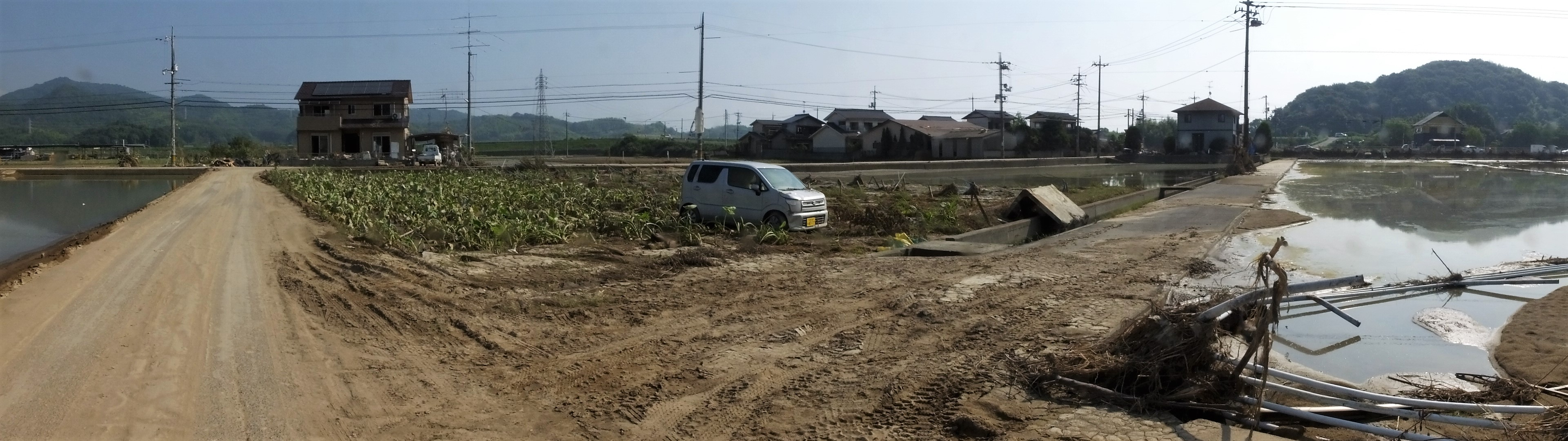
Mabi,Kurashiki,Okayama14,Jul,2019

Durante este período de lluvias en las áreas afectadas, al menos 209 personas murieron en varios incidentes, principalmente debido a mudslides, los derrumbes y los vehículos que son barridos fuera por las aguas de inundación. Muchos del muertos había ignorado órdenes de evacuación, y escogió quedarse en sus casas a pesar de repitió avisos. La policía recibió informes numerosos a través del país de personas atrapadas en casas enterradas por derrumbes, de personas que son barridas por ríos desbordados, y de personas atrapadas en coches. Al menos diez personas estuvieron enterradas dentro de sus casas en Higashihiroshima; los salvadores eran capaces de confirmar siete sobrevivientes pero quedó atrapado tan de 7 julio.

### Industria
Para el 7 julio #ninguno trenes de bala corrían del oeste de Shin-Estación de Osaka y la Compañía de Ferrocarril de Japón Del oeste los oficiales estaban inciertos acerca de cuándo los trenes correrían otra vez. La anulación extendida de trenes dejó varados a numerosos viajeros; algunos trenes bala estuvieron utilizados como hoteles provisionales. Algunos fabricantes de automóviles (Mitsubishi Motores & Mazda Motor) pararon su producción cuando la lluvia fue inundando e interrumpiendo las cadenas de suministro y arriesgando la seguridad de los trabajadores. Otras compañías como Daihatsu y Panasonic suspendieron operaciones en plantas hasta que todos los escombros estuvieron aclarados y el agua recedió de las fábricas. El Asahi Aluminio, planta de Compañía Industrial en Okayama explotado encima julio 6, después de que los trabajadores habían evacuado durante la inundación.
Compañías de entrega Sagawa Expresar Co. y Yamato Transporte Co, con cargo Ferrocarril de Carga de Japón de servicio Co. informaron que algunos de sus envíos marítimos fueron afectados, ya se reducidos o suspendidos. Los supermercados regionales también han sido afectados, con outlets cerrados o reducción de horas de servicio debido a retrasos de entrega y/o escasez de producto.
Daño a agricultura, silvicultura y pesca: las industrias lograron ¥43.69 mil millones (EE.UU.$388.8 millones).

## Esfuerzos de rescate

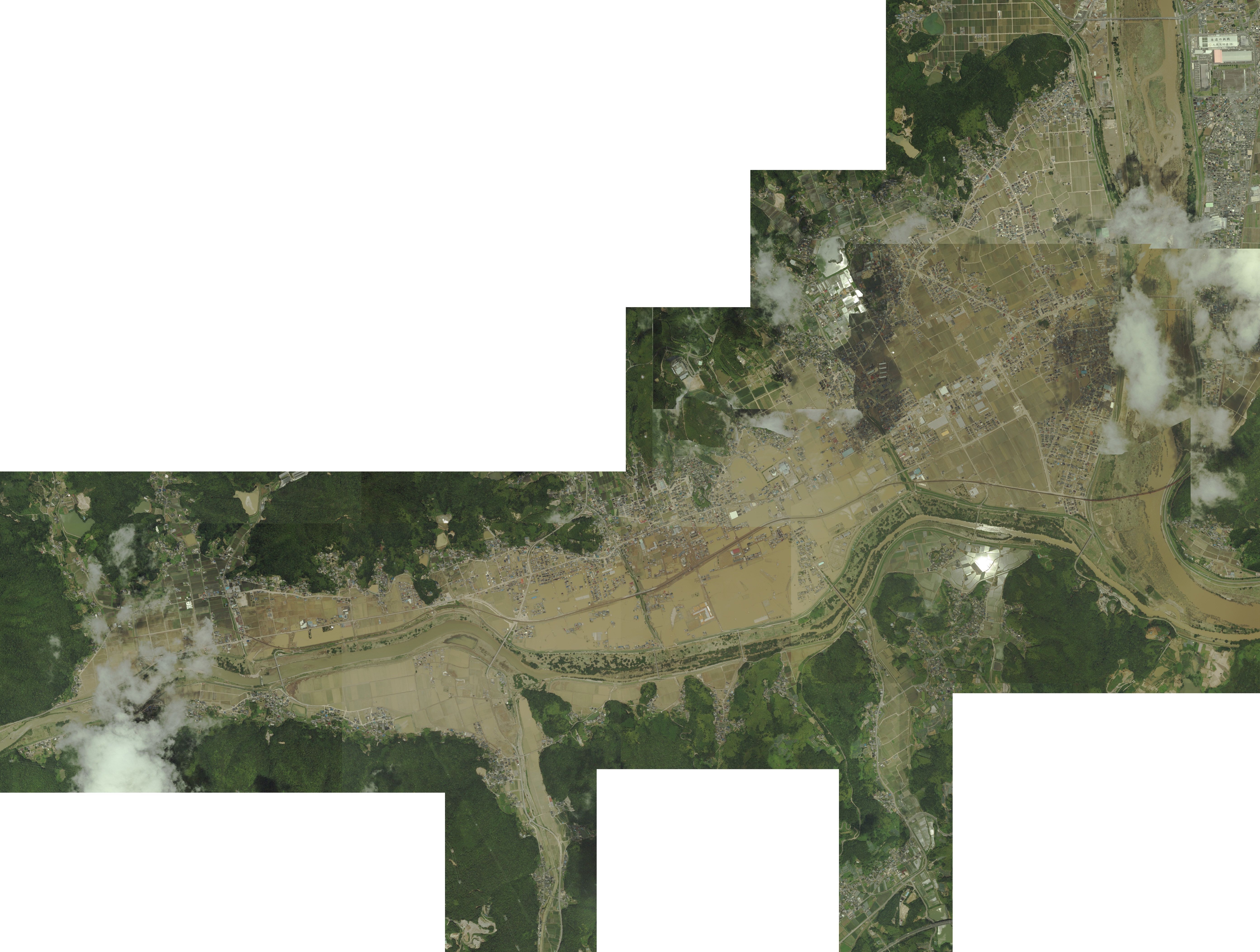
Vista aérea de importante inundando a lo largo del Takahashi Río en Kurashiki, Okayama Prefectura el 9 de julio

Primer ministro Shinzō Abe liberó una declaración que ordena ministros para "hacer un esfuerzo sobremanera" para rescatar víctimas. Abe Pidió un desastre de emergencia que conoce el 8 de julio, la primera tal reunión por el gobierno desde el 2016 Kumamoto terremotos. Secretario de Gabinete del jefe Yoshihide Suga, informó que el gobierno había instalado un grupo de tareas el cual contaría con 2 mil millones yen ($18 millones) para asegurar entrega de suministros y otros elementos de soporte para centros de evacuación y residentes en la región.
Aproximadamente 54,000 personas entre personal de departamentos policiales, departamentos de bomberos, las Fuerzas de Defensa propia, y la Guardia de Costa estuvieron desplegadas a través de las áreas afectadas para rescatar personas. Las evacuaciones estuvieron ordenadas para 2.82 millones y aconsejados para un más lejanos 4.22 millones de personas en 23 prefecturas en la altura de las tormentas. Soldados japoneses patrullaron los barrios durante las tormentas y al final, golpeando en puertas y preguntando a los residentes si estaban seguros o en necesidad de ayuda.
Los helicópteros y las barcas fueron utilizadas por salvadores para recuperar individuos atrapados en terrazas y balcones. Los medios de comunicación sociales han sido empleados para dejar autoridades y familiares y los amigos saben sobre la condición de muchos individuos. Una mujer de Kurashiki, Okayama tuiteó: "el agua vino al medio del segundo piso. Los niños no podían subir a la terraza... Nos rescató deprisa. Nos ayudó." Durante Okayama Prefectura, 1,850 personas fueron rescatadas de terrazas; 160 pacientes y personal en Mabi Hospital Conmemorativo rescate requerido.

## Ayuda internacional
Taiwán anunció que darán 20 millones de yen para alivio de desastre. El Duterte el gobierno de las Filipinas ofreció soldados, ingenieros y doctores para los esfuerzos de rehabilitación, junto con suministros médicos.
Singapur-basó no-Piedad de organización humanitaria gubernamental el alivio anunció el 8 de julio que enviaban un equipo para asistir en las comidas suministradoras a personas desplazadas por las inundaciones, y lanzó un fundraiser en Singapur el 12 de julio. La organización de ayuda humanitaria israelí IsraAID envió un equipo de respuesta de la emergencia a Japón Occidental el 9 de julio, para distribuir elementos de alivio urgente, evaluando el médicos y correo-trauma psycho-necesidades sociales. El equipo estuvo equipado para proporcionar primero ayuda psicológica y soporte de salud mental para evacuados.